# Paravilla eminens
Paravilla eminens är en tvåvingeart som beskrevs av Hall 1981. Paravilla eminens ingår i släktet Paravilla och familjen svävflugor. Inga underarter finns listade i Catalogue of Life.